# Marcel Lombana
Marcel Lombana Piñeres (Santa Marta, 1936) es un pintor y escultor colombiano, hermano de los también artistas Héctor Lombana y Tito Lombana.

## Biografía
Egresado con el grupo de los 15 de la Escuela de Bellas Artes de la ciudad de Cartagena junto a los artistas Dario Morales y Alfredo Guerrero
En sus inicios incursionó como publicista y en el campo de la escenografía para el cine en la ciudad de Medellín. Se consolidó como escenógrafo y luminotécnico en los clubes sociales de Barranquilla en las temporadas anuales de los carnavales; mano derecha y colaborador de las coreografías de Sonia Osorio, Oscar Ochoa, Jaime Escobar, Gloria Peña, Rosana Lignarolo.

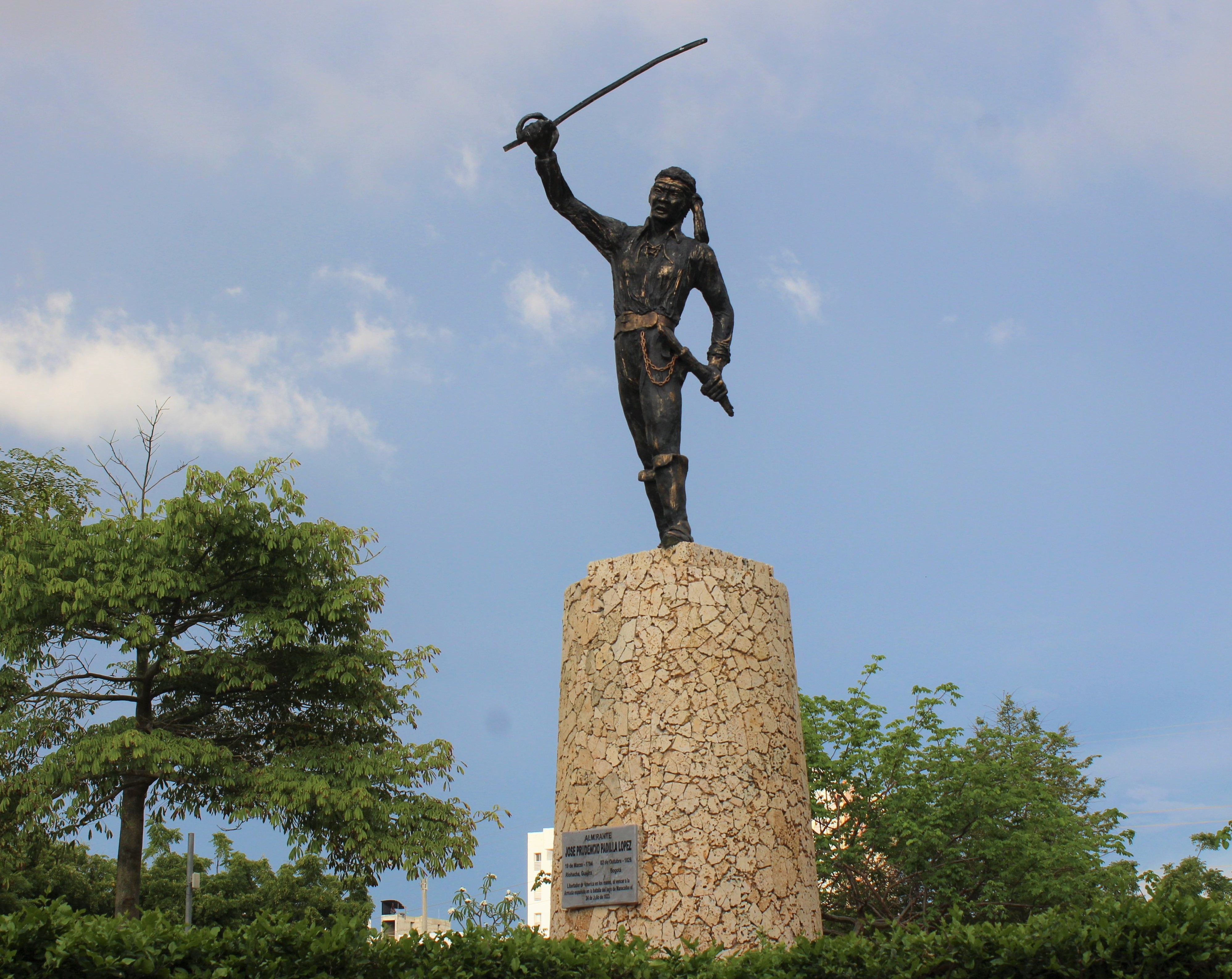
Monumento al Almirante José Prudencio Padilla, Barranquilla

Entre sus obras como escultor, ejecutó el monumento al Almirante José Prudencio Padilla, ubicado en el Parque del mismo nombre en Barranquilla; monumento al médico Alejandro Giraldo, en Montería; Monumento a la Leyenda del Hombre Caimán en Plato, Magdalena; Monumento al Cristo de la Acogida, en la Iglesia de la Santa Cruz, Ciudadela 20 de Julio, Catedral del Sur en Barranquilla; Monumento a Jesús Crucificado en Boyacá; como las novedosas esculturas y figuras escultóricas a empresas y coleccionistas privados.
Ha ejercido la docencia artística, como profesor y como catedrático, en diversas instituciones educativas en Colombia.